# NK Brnjaci
NK Brnjaci  je hrvatski nogometni klub iz Brnjaka kod Kiseljaka.

## Povijest
NK Brnjaci je osnovan 1980. godine u Brnjacima, općina Kiseljak. Kroz svoje postojanje dao je ogroman doprinos u razvoju sporta, kako kod djece tako i kod odraslih. S vremenom je postao simbol mjesta i nešto što svaki mještanin nosi u srcu. Prvi predsjednik kluba bio je Drago Buzuk. 
Klub je svojim postojanjem ostvario zapažene rezultate u svim ligama u kojima se natjecao, u vremenima bivše SFRJ, kao i u novonastaloj državi Bosni i Hercegovini.

## Natjecanja
Od njegova osnutka do 1980. klub se natječe u općinskoj ligi i igra na stadionu Lug u Radanovićima kao i većina klubova iz općine u to vrijeme. Klub svake godine ostvaruje zapažene rezultate i biva prvakom općinske lige u sezoni 1987./1988. kao i osvajač kupa maršala Tita općine Kiseljak 1984. Ulaskom u veći rang natjecanja, u Međuopćinsku ligu BiH, koju sačinjavaju klubovi iz raznih susjednih općina, Kreševo, Fojnica, Visoko, Vareš, Ilijaš, itd. ukazuje se potreba za izgradnjom nogometnog stadiona u Brnjacima, koje se uz ogroman napor ljudi, skretanjem rijeke Lepenice, uspijeva dovršiti u relativno kratkom periodu. Treba napomenuti da su svi mještani Brnjaka, pa i šire, dali ogroman doprinos u izgradnji stadiona, svojim radom, trudom i zalaganjem. U ovom rangu natjecanja klub egzistira sve do 1992. i svima nama nesretnog rata. U ratnom periodu klub privremeno obustavlja svoj rad sve do sezone 1994./1995. Nažalost, u ratnom periodu i obrani ovih prostora uključuju se i nogometaši NK Brnjaka, pa tako dvojica njih daju ono što je najvrjednije,a to je svoj život. Riječ je o Vladi Dujmoviću i Siniši Galiću.
Nakon prestanka ratnih dejstava u BiH, NK Brnjaci obnavlja svoj rad gdje se u okviru HZ HB natječe pod okriljem ovog saveza sve do 2001. godine. Klub također u ovom periodu postojeći grb zamjenjuje novim, koji se koristi i dan danas. U tom periodu klub ostvaruje zapažene rezultate i što je najvažnije, uz NK Kiseljak nikada ne prestaje funkcionirati za razliku od ostalih klubova iz općine. Dva puta postaje prvak Srednjobosanske županije i to u sezonama 1999./2000. i 2000./2001., a zbog loše financijske situacije nikada ne ulazi u viši rang natjecanja. U ovom vremenskom periodu najveće zasluge za uspjeh kluba nose Josip Milardović, Josip Matić, Dragan Bakula, Bernard Bakula, Ronald Bakula, Drago Marušić, Vlado Kapetanović i Žarko Matić. 
Ujedinjenjem nogometnog saveza BiH i HZ HB dolazi do raznih reorganizacija lige gdje se klub natječe od 2001. i danas u okviru 2. županijske lige ŽSB. Treba još napomenuti da je NK Brnjaci svoje utakmice, u sezonama od 2002. – 2004., igrala na Stadionu hrvatskih branitelja u Kiseljaku, zbog preuređenja vlastitog stadiona, što je i završeno 2004. godine. Stadion Brnjaci danas nosi titulu jednog od najljepših terena u ovoj ligi i ponos je mjesne zajednice Brnjaci.

## Grb i dres
Dres Brnjaka tradicionalno je plave boje. Za rezervne dresove Brnjaci imaju više varijanti, svijetlo plave, crvene, žute, a neke od njih su iz dijaspore poslali nekadašnji igrači NK Brnjaka. Grb Brnjaka je u obliku viteškog štita koji je podjeljen u 3 vertikalna dijela, gdje je sa strana plava boja, a u sredini bijela. Na grbu se još nalazi i žuti krug koji je popunjen pleterom, ispod kojeg se nalazi mali štit s 28 crveno-bijelih kockica. Iznad kruga se na bijeloj podlozi nalazi natpis nogometni klub ispisan plavim slovima, a ispod njega na žutom baneru natpis Brnjaci, također plavim slovima

## Stadion Brnjaci
Stadion Brnjaci se vodi za jednog od najljepših nogometnih terena u 2. županijskoj ligi ŽSB, pa čak i u većem rangu takmičenja.
Postojeći stadion počeo se graditi 80-ih godina. Uz veliki napor mještana izgradnja se završava u veoma kratkom vremenskom periodu. Isti stadion je preuređen u vremenskom periodu od 2002. – 2004. godine. gdje se mijenjala kompletna podloga i zasijala nova trava, a tome svjedoči današnji izgled.